# 미학자 목록
다음은 미학자 목록이다.

## 17세기 이전 출생
- 토마스 아퀴나스
- 아리스토텔레스
- 아우구스티누스
- 유협 (465년)
- 플라톤
- 플로티노스

## 17~18세기 출생
- 게오르크 안톤 프리드리히 아스트
- 알렉산데르 고트리프 바움가르텐
- 앙텔름 브리야사바랭
- 에드먼드 버크
- 빅토르 쿠쟁
- 조너선 에드워즈 (신학자)
- 게오르크 빌헬름 프리드리히 헤겔
- 요한 프리드리히 헤르바르트
- 요한 고트프리트 헤르더
- 데이비드 흄
- 프랜시스 허치슨
- 이마누엘 칸트
- 고트홀트 에프라임 레싱
- 토머스 리드
- 프리드리히 빌헬름 요제프 셸링
- 프리드리히 실러
- 아우구스트 빌헬름 슐레겔
- 카를 빌헬름 프리드리히 슐레겔
- 아르투어 쇼펜하우어

## 19세기 출생
- 비사리온 벨린스키
- 클라이브 벨
- 발터 벤야민
- 조지 데이비드 버코프
- 게오르그 브라네스
- 페루초 부소니
- R. G. 콜링우드
- 베네데토 크로체
- 아서 단토
- 존 듀이
- 랠프 월도 에머슨
- 에티엔 질송
- 에두아르트 한슬리크
- 쇠렌 키르케고르
- 이것이냐 저것이냐
- 루카치 죄르지
- 자크 마리탱
- 프리드리히 니체
- 월터 페이터
- 에드거 앨런 포
- 존 러스킨
- 조지 산타야나
- 앨저넌 찰스 스윈번
- 오스카 와일드

## 20세기 출생
- 테오도어 아도르노
- 루돌프 아른하임
- 아우로빈도 고시
- 롤랑 바르트
- 조르주 바타유
- 모리스 블랑쇼
- 해럴드 블룸
- 존 케이지
- 스탠리 카벨
- 자크 데리다
- 움베르토 에코
- 미셸 푸코
- 한스게오르크 가다머
- 넬슨 굿맨
- 시리 허스트베트
- 장프랑수아 리오타르
- 앙드레 말로
- 마이클 오크숏
- 한스 피츠너
- 아인 랜드
- 로저 스크러턴
- 리처드 월하임